# Ilyushin Il-28
El Ilyushin Il-28 (designación OTAN: Beagle) es un bombardero mediano de fabricación soviética, originalmente construido para la Fuerza Aérea Soviética.
El Il-28 fue construido en China bajo licencia con el nombre Harbin H-5 y como el HJ-5 en su versión de entrenamiento.
La producción total de Il-28 en la URSS fue de 6.316 aeronaves, mientras en China se fabricaron más de 319 H-5 y 187 HJ-5. Para la década de 1990 cientos de Il-28 permanecían en servicio en las fuerzas aéreas de varios países, esto cuarenta años después de su aparición.

## Diseño y desarrollo
Después de varios intentos con un bombardero de cuatro motores (el Lyulka TR-1 con motor de Ilyushin Il-22 y el sin motor Rolls-Royce Derwent con motor del Ilyushin Il-24), el Ilyushin Design Bureau comenzó el desarrollo de un nuevo bombardero táctico con motor a reacción a fines de 1947. Western Intelligence se centró en los desarrollos de cuatro motores, mientras que el Ilyushin Il-28 bimotor fue creado para cumplir con el requisito de que un bombardero lleve una carga de bombas de 3,000 kilogramos (6,600 lb) a 800 kilómetros por hora (500 mph) . El nuevo diseño aprovechó la venta de varios motores a reacción Rolls-Royce Nene de Gran Bretaña a la Unión Soviética, lo que permitió a los ingenieros soviéticos producir rápidamente una copia sin licencia del Nene, el RD-45, con Ilyushin diseñando el nuevo Bombardero alrededor de dos RD-45s.

El Il-28 era más pequeño que los diseños anteriores y llevaba una tripulación de solo tres (piloto, navegante y artillero). También era más pequeño que el diseño de la competencia de la oficina de diseño de Tupolev, el Tupolev Tu-73 de tres motores (es decir, dos Nenes y un Rolls-Royce Derwent), que se inició mucho antes del proyecto Ilyushin, y voló antes del diseño de El Il-28 fue aprobado.

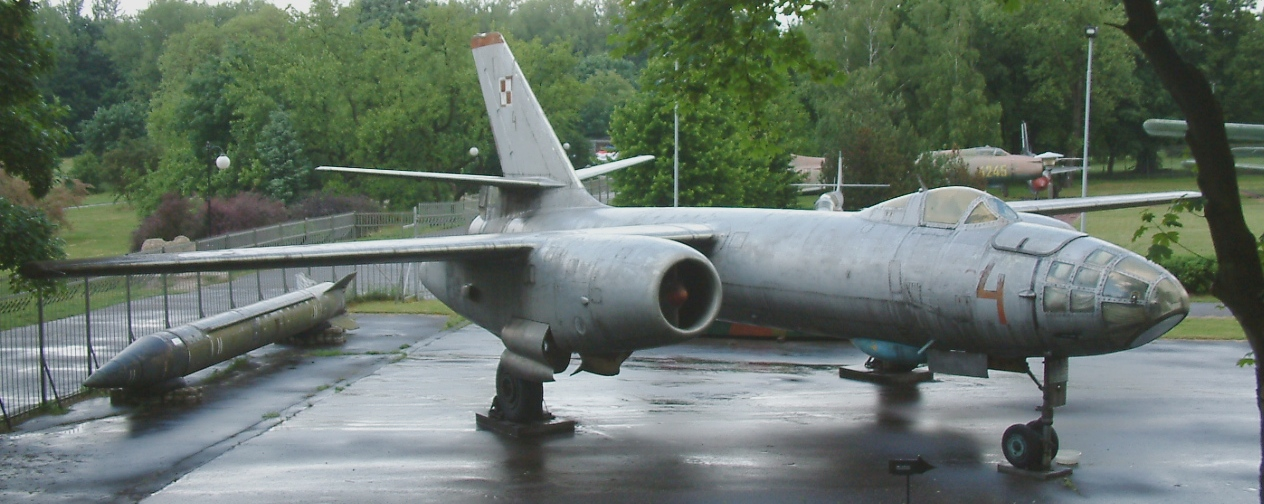
Vista total del Il-28.

El diseño del Il-28 era de diseño convencional, con alas altas y sin barrer y una cola y aleta horizontales barridas. Los motores se transportaban en barquillas voluminosas colgadas directamente debajo de las alas. La rueda de la nariz se retrajo hacia atrás, mientras que las ruedas principales se retrajeron hacia delante en las góndolas del motor. La tripulación de tres personas se alojaba en compartimientos separados, presurizados. El navegante, que también actuaba como bombardero, fue alojado en el compartimento de la nariz acristalada y se le proporcionaba una vista OPB-5 basada en la visión estadounidense de la Segunda Guerra Mundial, mientras que el piloto se sentaba bajo un dosel de burbuja de apertura lateral con un  parabrisas blindado. El artillero se sentaba en un compartimiento separado en la parte trasera del fuselaje, operando una torreta eléctrica armada con dos cañones Nudelman-Suranov NS-23 de 23 mm con 250 disparos cada uno. En servicio, la torreta a veces se retiraba como medida para ahorrar peso. Mientras el piloto y el navegante se sentaban en los asientos eyectores, el artillero tenía que saltar en paracaídas de una escotilla en el piso en caso de una emergencia. Dos cañones de 23 mm más fijos, con disparo hacia adelante y 100 rondas cada uno fueron montados debajo de la nariz y disparados por el piloto, mientras que un compartimiento de bombas estaba ubicado debajo del ala, capaz de contener cuatro bombas de 100 kg (220 lb) en contenedores individuales. o bombas grandes individuales de hasta 3,000 kg (6,600 lb) lanzadas desde una viga en la bahía de bombas.
Una característica de diseño inusual del Il-28 fue que las alas y la cola se dividieron horizontalmente a través del centro del ala, mientras que el fuselaje se dividió verticalmente en la línea central, permitiendo que las partes separadas se construyeran individualmente y se equiparan con sistemas antes de ser atornilladas juntas para completar el montaje de la aeronave. Esto aumentó ligeramente el peso de la estructura de la aeronave, pero facilitó la fabricación y demostró ser más económico.
El primer prototipo, impulsado por dos Nenes importados, realizó su primer vuelo el 8 de julio de 1948, con Vladimir Kokkinaki a los mandos. Las pruebas fueron exitosas, con el Il-28 demostrando un buen manejo y alcanzando una velocidad de 833 km / h (518 mph). Fue seguido el 30 de diciembre de 1948 por el segundo prototipo, con motores RD-45 de fabricación soviética que reemplazaron a los Nenes. Después de la finalización de las pruebas estatales a principios de 1949, la aeronave se ordenó para la producción a gran escala el 14 de mayo de 1949, con el Klimov VK-1, una versión mejorada del RD-45 que se utilizará para mejorar el rendimiento de la aeronave. La primera aeronave de preproducción con motores VK-1 voló el 8 de agosto de 1949, e incluía góndolas rediseñadas para reducir la resistencia, mientras que el radomo para el radar de navegación se movió desde el fuselaje trasero hasta justo detrás de la nariz.
La producción total en tres fábricas comenzó en septiembre de 1949, y las entregas de servicio comenzaron a principios de 1950, lo que permitió que se exhibieran 25 Il-28 en el desfile del Día de Mayo de Moscú en 1950 (según lo ordenó Iósif Stalin cuando se ordenó su producción en 1949). El Il-28 pronto se convirtió en el bombardero táctico estándar en las fuerzas soviéticas y fue ampliamente exportado.

## Historia operacional
El Il-28 fue exportado ampliamente a 21 países, estos van desde miembros del Pacto de Varsovia a naciones árabes y fuerzas aéreas africanas. Egipto fue uno de sus primeros compradores; estos fueron un objetivo primario en tierra para la Fuerza Aérea de Israel durante la Crisis del canal de Suez, la Guerra de los Seis Días y la guerra de Yom Kipur. A principios de la década de 1960, la Unión Soviética envió algunos a Cuba, desarmados, por la crisis de los misiles de 1962. El Il-28 también prestó servicio limitado con Vietnam y con la Fuerza Aérea de Afganistán. Seis Il-28 (cuatro egipcios y dos soviéticos) fueron operados por la Fuerza Aérea de Nigeria durante la guerra de Biafra. Il-28 yemeníes fueron utilizados durante la Guerra Civil de Yemen del Norte. Finlandia operó cuatro Il-28 que fueron entregados en 1961 y 1966; estos estuvieron en servicio hasta la década de 1980.
La URSS retiró el Il-28 en la década de 1980, mientras que los últimos fabricados por la URSS siguieron volando con Egipto durante la década de 1990. El H-5 fabricado en China por Harbin Aircraft Manufacturing Corporation también estuvieron en servicio hasta la década de 1990, varios cientos con la Fuerza Aérea del Ejército Popular de Liberación y un número menor con Corea del Norte y Rumania (Corea del Norte sigue operando ochenta de ellos en la actualidad).
Las tres principales versiones chinas son el H-5 bombardero, el HJ-5 de entrenamiento y el H-5R (HZ-5) de reconocimiento de largo alcance (a diferencia de la versión de reconocimiento del Shenyang J-6, este es la versión china del MiG-19), después conocido como HD-5 ECM/ESM, estos dos últimos modelos fueron eliminados. Los aviones chinos también usaron una torreta de cola diferente basada en la del Tupolev Tu-16, y se equiparon con un cañón AM-23 de disparo más rápido.
El 11 de noviembre de 1965, El capitán Li Xianbin (李显斌) de la octava división de bombarderos de la Fuerza Aérea del Ejército Popular de Liberación, desertó con su bombardero número 0195, desde la base aérea de Jianqiao (笕桥) en Hangzhou aterrizando en el Aeropuerto Internacional Chiang Kai-Shek (hoy Aeropuerto Internacional Taoyuan) en Taiwán, convirtiéndose así la primera ocasión en la que Occidente obtuvo un Il-28 en pleno funcionamiento. El operador de radio y artillero de cola Lian Baosheng (廉保生) fue encontrado muerto en la aeronave y el navegador Li Caiwang (李才旺) fue capturado vivo tras un intento fallido de suicidio; los dos sobrevivientes fueron honrados y recompensados con cargos en la Fuerza Aérea de la República China, además de esto Li Xianbin recibió 2.000 taeles de oro (aproximadamente 70 kg), mientras que Li Caiwang recibió 1000 taeles de oro (aproximadamente 35 kg), ya que Li Baosheng estaba muerto, su recompensa de 1000 taeles de oro se dividió entre Li Xianbin y Li Caiwang.

## Variantes

### Variantes soviéticas
- Il-28: bombardero de tres plazas.
- Il-28D: bombardero nuclear de largo alcance de la Fuerza Aérea Soviética.
- Il-28R: versión de reconocimiento de tres plazas.
- Il-28REB: versión de guerra electrónica (interferencia electrónica).
- Il-28RTR: versión de reconocimiento electrónico.
- Il-28S: versión con ala de barrido, abandonado antes de ser completado.
- Il-28T: versión torpedera de la Aviación Naval Soviética, con capacidad para un torpedo grande y dos pequeños en su bodega de armas.
- Il-28P: versión civil para el servicio de correo de Aeroflot, según algunas versiones también conocido como Ilyushin Il-20.
- Il-28U: versión de entrenamiento.
- Il-28ZA: versión para muestreo atmosférico.

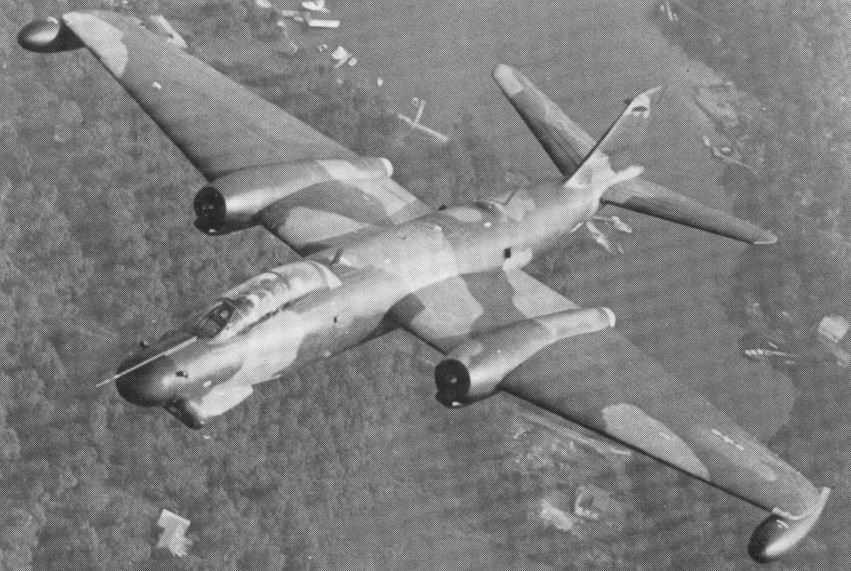
Martin B-57 Canberra aeronave similar estadounidense

### Variantes chinas
- Harbin H-5: (Hongzhaji - bombardero) versión bombardero.
- Harbin H-5A: variante especulativa con capacidad nuclear.
- Harbin HD-5: (Hongzhaji Dian - bombardero / reconocimiento electrónico) versión ECM/ESM.
- Harbin HJ-5: (Hongzhaji Jiaolianji - entrenador atacante) versión de entrenamiento
- Harbin HZ-5: (Hongzhaji Zhenchaji - bombardero / reconocimiento) versión de reconocimiento de largo alcance.
- Harbin B-5: designación para exportación del H-5.
- Harbin B-5R: versión de exportación del HZ-5.
- Harbin BT-5: versión de exportación del HJ-5.
- Harbin H-5: Ying (Ying - águila) banco de pruebas del programa Xian JH-7.
- Shenyang / CAE H-5B: designación especulativa de una versión con motores WS-5.

## Operadores
Afganistán

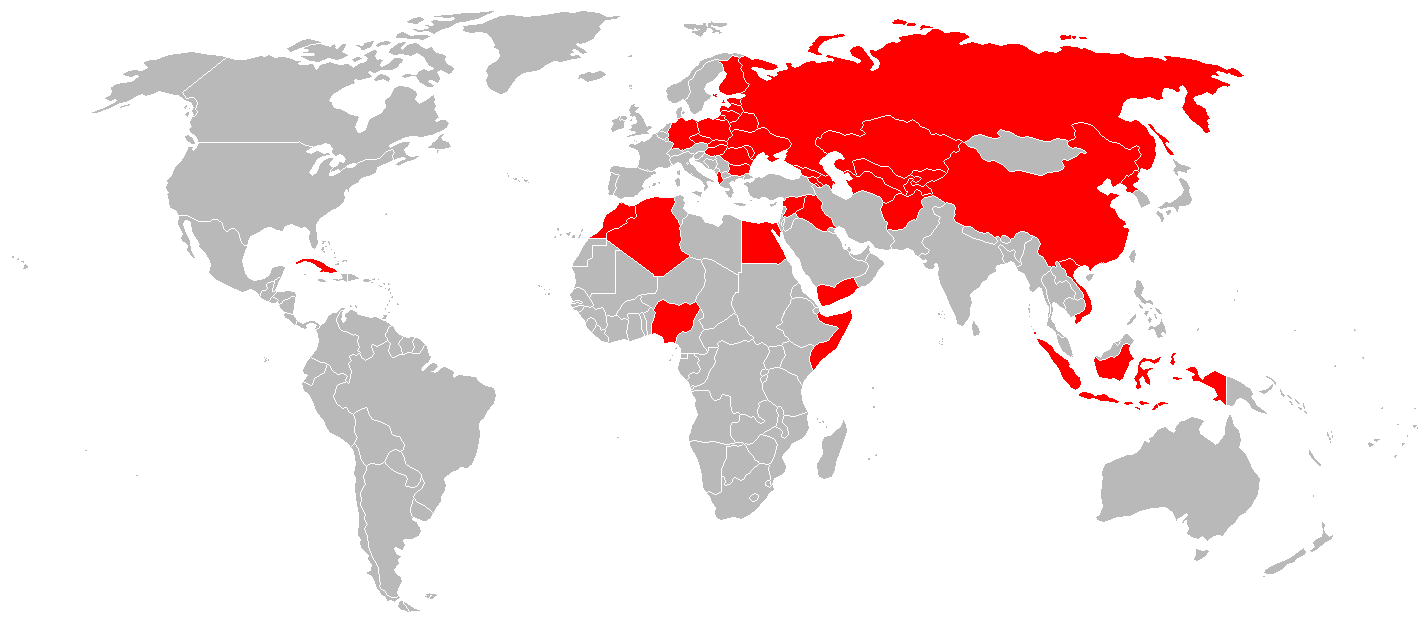
Operadores y ex-operadores del Il-28

- Fuerza Aérea de Afganistán: 54 aviones adquiridos en 1957 (entre ellos cuatro Il-28U). Las versiones de entrenamiento estarían en servicio hasta 1994,[2][3] todos terminarían en tierra durante la guerra civil en la década de 1990.

 Albania
- Fuerza Aérea de Albania: el regimiento de aviación 4020 operó un Il-28 adquirido en 1957. Esta aeronave sería actualizada a la versión H-5 china en 1971 y se retiró del servicio en 1992.[4]

 Alemania Oriental
- Fuerza Aérea de Alemania Oriental: Operó 12 Il-28 y un avión Il-28U.

 Argelia
- Fuerza Aérea Argelina.

 Bulgaria
- Fuerza Aérea de Bulgaria: en 1955 recibió 14 Il-28R y un Il-28U, se retiraron en 1974.

 China
- Cientos de estos aviones fueron operados por la Fuerza Aérea del Ejército Popular de Liberación y la Armada del Ejército Popular de Liberación. Originalmente construido por los soviéticos, los chinos comenzaron la plena producción del H-5 en 1965. Una pequeña cantidad puede permanecer en servicio para su uso en papeles secundarios.[2]

 Checoslovaquia
- Fuerza Aérea Checoslovaca: 90 Il-28, 30 Il-28RT y un número desconocido de Il-28U fueron entregados por la URSS, nombrados bajo la denominación local B-228 y CB-228, estos operaron desde 1954 hasta 1973.[2]

 Corea del Norte
- Fuerza Aérea Popular de Corea: se cree que opera con 80[5] aeronaves entre Il-28 H-5.

 Cuba
- Fuerza Aérea Cubana: Un total de 36 recibidos en 1962,[6] pero pronto regresaron a la URSS como resultado de la Crisis de los Misiles.[2]

 Egipto
- Fuerza Aérea Egipcia: Recibió de Checoslovaquia 70 Il-28 construidos en 1956, poco antes de la crisis del canal de Suez. Algunos Il-28 aún en servicio para un uso limitado.

 Finlandia

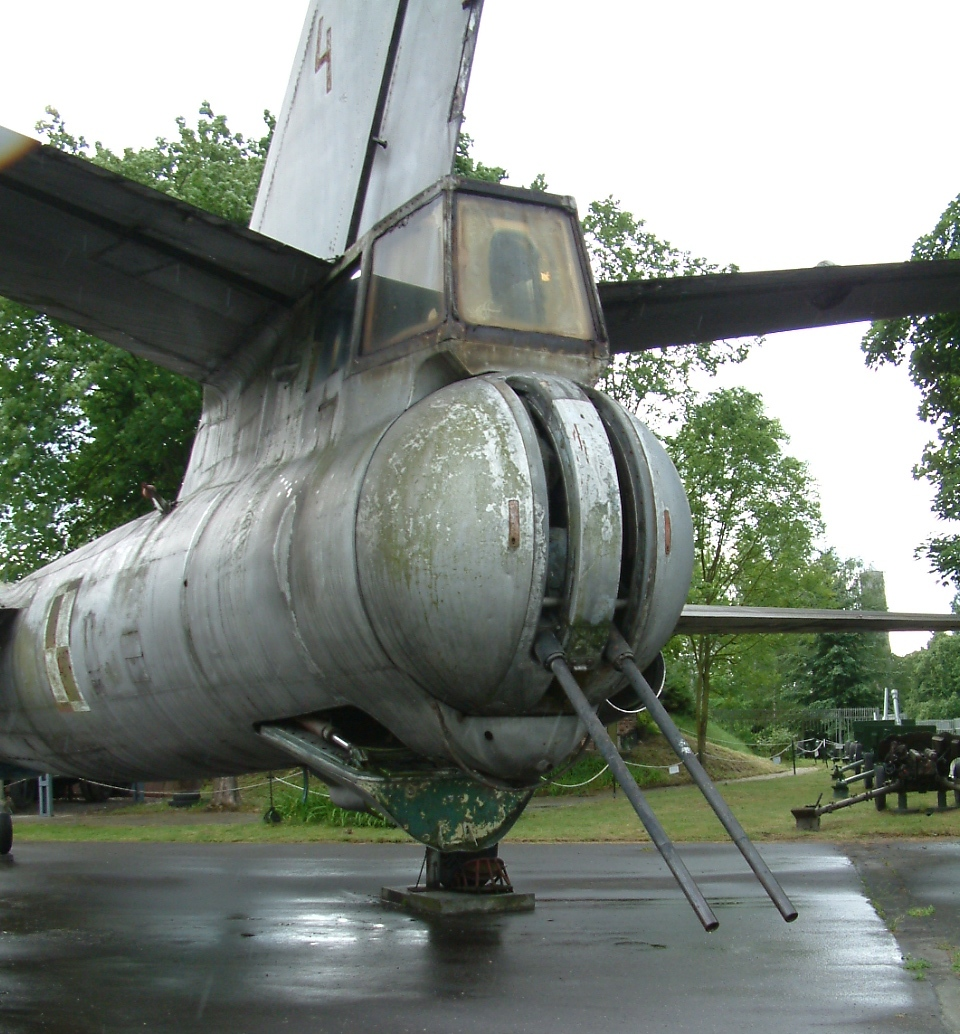
Torreta trasera del Il-28

- Fuerza Aérea Finlandesa: Recibió cuatro aviones en la década de 1960, fueron utilizados hasta 1981.[2]

 Hungría
- Fuerza Aérea Húngara: recibió de la URSS 3 Il-28, 3 Il-28RTR y 2 Il-28U, en servicio entre 1955 y 1967.

 Indonesia
- Fuerza Aérea de Indonesia: recibió 12 Il-28 adquiridos en 1961, todos los aviones se quedaron en tierra en 1969 y se retiraron en 1970.

 Irak
- Fuerza Aérea Iraquí: Todos destruidos o puestos en tierra después de la Operación Tormenta del Desierto.

 Nigeria
- Fuerza Aérea de Nigeria.

 Pakistán
- Fuerza Aérea de Pakistán: operó H-5 en la designación B-56. Estos aparatos sirvieron junto a los estadounidenses Martin B-57 Canberra. El H-5 no era muy popular entre los pilotos pakistaníes, y finalmente fueron negociados con China a cambio de más de Shenyang J-6.

 Polonia
- Fuerza Aérea de Polonia: Recibió 72 Il-28, 15 Il-28R y un número desconocido de Il-28U. El primer avión llegó en 1952, último Il-28 fue retirado en 1986.

 Rumania
- Fuerza Aérea Rumana: operó alrededor de 22 Il-28, tres Il-28R y ocho Il-28U, provenientes tanto de la URSS como de China. Operados desde el 1955, todos los Il-28 fueron retirados del servicio en junio de 2001.

 Somalia
- Cuerpo Aéreo Somalí.

 Unión Soviética
- Cerca de 1.500 en servicio con la  Fuerza Aérea Soviética y la Armada Soviética (en la Aviación Naval Soviética). Con el inicio de sus operaciones en 1950, pocos Il-28 quedaban en operación en la década de 1980. Un pequeño número de aviones fueron proporcionados a Aeroflot.[2]

 Siria
- Fuerza Aérea Siria: sustituido en la década de 1980 por Sukhoi Su-24.

 Vietnam
- Fuerza Aérea Popular de Vietnam: retirados.

## Especificaciones (Il-28)
Referencia datos: Data from Jane's All The World's Aircraft 1982–83

### Características generales
- Tripulación: 3 (Piloto, artillero y bombardero)
- Longitud: 17,6 m (57,7 ft)
- Envergadura: 21,5 m (70,5 ft)
- Altura: 6,7 m (22 ft)
- Superficie alar: 60,8 m² (654,5 ft²)
- Peso vacío: 11,890 kg
- Peso cargado: 17 700 kg (39 010,8 lb)
- Peso máximo al despegue: 21 200 kg (46 724,8 lb)
- Planta motriz: 2× Turborreactor Klimov VK-1.
  - Empuje normal: 26,5 kN (2702 kgf; 5957 lbf) de empuje cada uno.

### Rendimiento
- Velocidad máxima operativa (Vno): 900 km/h (559 MPH; 486 kt)
- Velocidad crucero (Vc): 770 km/h (478 MPH; 416 kt)
- Alcance: 2180 km (1177 nmi; 1355 mi)
- Techo de vuelo: 12 300 m (40 354 ft)
- Régimen de ascenso: 15 m/s (2953 ft/min)
- Carga alar: 291 kg/m² (59,6 lb/ft²)

### Armamento
- Cañones: 4× cañones Nudelman-Rikhter NR-23 de 23 mm (2 bajo el morro y 2 bajo la cola)
- Puntos de anclaje: 1 bodega interna con una capacidad de 3000 kg, para cargar una combinación de:  
  - Bombas: hasta 3 toneladas en bombas.

### Desarrollos relacionados
- Ilyushin Il-30
- Ilyushin Il-46

### Aeronaves similares
- Martin B-57 Canberra
- English Electric Canberra
- Tupolev Tu-14